# Phil Duprey
Philip Michael „Phil“ Duprey (* 6. Februar 1944 in Lake Placid, New York) ist ein ehemaliger US-amerikanischer Bobsportler.
Duprey wuchs in Saranac Lake auf und besuchte dort die High School; er war Kapitän sowohl in der Football- als auch der Baseballmannschaft.
Als Anschieber trat Duprey bei drei Olympischen Winterspielen an. In Grenoble belegte er 1968 mit dem Viererbob den 10. Platz. Vier Jahre später in Sapporo erreichte er Rang 14. Bei den Olympischen Winterspielen in Innsbruck schob er erneut den Viererbob an und landete am Ende mit dem Team auf dem 19. Platz. Dupreys größter Erfolg war der Titel im Viererbob bei den Nordamerika-Meisterschaften 1967.
Nach Beendigung seiner Karriere arbeitet Duprey als Landwirt in seiner Heimat. In den späten 1980er Jahren war er zusätzlich als Berater für den NASCAR-Fahrer Geoff Bodine tätig, der auch an der Entwicklung eines besseren Bobschlittens beteiligt war.